# Burg Taplacken
Die Burg Taplacken, war eine  Ordensburg des Deutschen Ordens in der damals ostpreußischen Ort Taplacken, heute Talpaki.

## Geschichte
Belegt ist ein prußischer Schlossberg 800 Meter nördlich von Taplacken an der Nehme. Der Orden errichtete im 13. Jahrhundert eine erste Burganlage, die von Litauern unter Fürst Kęstutis 1376 zerstört wurde. Der spätere Wiederaufbau erfolgte auf einer aus dem Morast hervorspringenden besser zu sichernden Landzunge. Auf den Ausbau von Kellern musste wegen des feuchten Grundes verzichtet werden. Ein Pfleger des Ordens ist für 1409 belegt.
In der Burg wurde später eine Domäne eingerichtet.

## Bauwerk
Taplacken, mit nur einem Hauptflügel, gehört zu den kleineren Deutschordensburgen aus der späten Phase des Ordens. Eine teils noch erhaltene Ringmauer aus Feldstein umschloss einen quadratischen Innenhof. Die südliche Ecken waren durch kleine Türme gesichert, wovon der Unterbau des südöstlichen Turms noch erhalten ist. Der Wohnflügel war an der nördlichen Ringmauer angelehnt. Der westliche Wirtschaftsbau, der möglicherweise aber nicht aus dem Mittelalter stammt, ist noch bewohnbar.